# Winklarn (Oberpfalz)
Winklarn (Oberpfalz) este o comună-târg din districtul  Schwandorf, regiunea administrativă Palatinatul Superior, landul Bavaria, Germania.